# Lista de episódios de Downton Abbey
Downton Abbey é uma série de televisão dramática britânica criada por Julian Fellowes e co-produzida pela Carnival Films and Masterpiece. Foi ao ar pela primeira vez na ITV no Reino Unido em 26 de setembro de 2010 e na PBS nos Estados Unidos em 9 de janeiro de 2011, como parte da antologia Masterpiece Classic. Durante o curso do programa, 52 episódios de Downton Abbey foram ao ar em seis temporadas. Em 13 de julho de 2018, um longa-metragem foi confirmado, que foi lançado no Reino Unido em 13 de setembro de 2019.

## Resumo
| Temporada | Temporada | Episódios | Episódios | Originalmente exibido  | Originalmente exibido                                    |
| Temporada | Temporada | Episódios | Episódios | Estreia da temporada   | Final da temporada                                       |
| --------- | --------- | --------- | --------- | ---------------------- | -------------------------------------------------------- |
|           | 1         | 7         | 7         | 26 de setembro de 2010 | 7 de novembro de 2010                                    |
|           | 2         | 8 (+1)    | 8 (+1)    | 18 de setembro de 2011 | 6 de novembro de 2011 25 de dezembro de 2011 (especial)  |
|           | 3         | 8 (+1)    | 8 (+1)    | 16 de setembro de 2012 | 4 de novembro de 2012 25 de dezembro de 2012 (especial)  |
|           | 4         | 8 (+1)    | 8 (+1)    | 22 de setembro de 2013 | 10 de novembro de 2013 25 de dezembro de 2013 (especial) |
|           | 5         | 8 (+1)    | 8 (+1)    | 21 de setembro de 2014 | 9 de novembro de 2014 25 de dezembro de 2014 (especial)  |
|           | 6         | 8 (+1)    | 8 (+1)    | 20 de setembro de 2015 | 8 de novembro de 2015 25 de dezembro de 2015 (especial)  |
|           | Filme     | Filme     | Filme     | 13 de setembro de 2019 | 13 de setembro de 2019                                   |

## Episódios

### 1ª temporada (2010)
| N.º na série | N.º na temp. | Título                                | Dirigido por   | Escrito por                          | Exibição original      | Audiência (milhões) |
| --- | ------------ | ------------------------------------- | -------------- | ------------------------------------ | ---------------------- | ------------------- |
| 01 | 1            | "Episode One" "Episódio Um" (BR)      | Brian Percival | Julian Fellowes                      | 26 de setembro de 2010 | 9.25                |
| Abril de 1912. Chegam notícias que ameaçam o futuro de Downton Abbey. O primo do Lord Robert Crawaley de Gerantham (Hugh Bonneville), James Crawley, herdeiro presuntivo do condado, e seu filho Patrick morreram no desastre do RMS Titanic. Enquanto isso, Lord Grantham contrata um antigo camarada de guerra, John Bates (Brendan Coyle), como seu valete. Em setembro, a família recebe a visita do jovem duque de Crowborough. A família achou que ele estava interessado em se casar com Mary (Michelle Dockery). É revelado que o duque uma vez teve um relacionamento romântico com Thomas Barrow (Robert James-Collier), o lacaio. Matthew Crawley (Dan Stevens), um terceiro primo distante, fica sabendo de sua boa sorte como o novo herdeiro. |              |                                       |                |                                      |                        |                     |
| 02 | 2            | "Episode Two" "Episódio Dois" (BR)    | Ben Bolt       | Julian Fellowes                      | 3 de outubro de 2010   | 9.97                |
| Setembro de 1912. Matthew Crawley e sua mãe Isobel (Penelope Wilton) mudam-se para a Casa Crawley na vila de Downton. Quando eles visitam Downton Abbey, Violet, a Condessa Viúva de Grantham (Maggie Smith) e Lady Mary são abertamente hostis para com eles. As famílias vivenciam algum conflito cultural devido às suas origens diferentes. Isobel formou-se enfermeira durante a Guerra dos Bôeres e ocupa-se do hospital local. Enquanto isso, Charles Carson (Jim Carter) é um ex-intérprete de music-hall e está sendo chantageado por seu antigo parceiro de show, Charles Grigg. Lord Grantham se diverte com a formação de Carson e compensa Grigg. A hostilidade entre a Sra. Crawley e a Condessa Viúva aumenta quando Isobel pressiona o Dr. Richard Clarkson (David Robb) a realizar a pericardiocentese em um paciente que sofre de hidropisia. Violet tenta evitar isso, mas o tratamento é bem-sucedido e Robert torna a Sra. Crawley presidente do conselho do hospital. Violet começa a considerar a possibilidade de Mary se casar com Matthew, mas Mary se opõe. |              |                                       |                |                                      |                        |                     |
| 03 | 3            | "Episode Three" "Episódio Três" (BR)  | Ben Bolt       | Julian Fellowes                      | 10 de outubro de 2010  | 8.97                |
| Março de 1913. Evelyn Napier (Brendan Patricks), filho de um colega, visita a família com um arrojado diplomata turco, o Sr. Kemal Pamuk (Theo James), que está em Londres para as negociações de independência da Albânia, e Mary fica apaixonada. Thomas também se sente atraído por ele. O Sr. Pamuk entra no quarto de Mary e a seduz, mas ele morre na cama dela. Para evitar um escândalo, Mary é forçada a fazer com que sua criada Anna Smith (Joanne Froggatt) e sua mãe Cora, Condessa de Grantham (Elizabeth McGovern) levem o corpo de Pamuk de volta para o quarto dele. Cora fica horrorizada com o comportamento de Mary, mas promete não contar a Robert. |              |                                       |                |                                      |                        |                     |
| 04 | 4            | "Episode Four" "Episódio Quatro" (BR) | Brian Kelly    | Julian Fellowes e Shelagh Stephenson | 17 de outubro de 2010  | 9.70                |
| Maio de 1913. Chega uma feira itinerante na vila vizinha. Anna adoece e fica na cama, visitada pelo Sr. Bates, que traz para ela uma bandeja com uma flor. Elsie Hughes (Phyllis Logan), a governanta, se reencontra com um ex-pretendente, que a pede em casamento, embora ela mais tarde recuse. O criado Joseph Molesley (Kevin Doyle) sofre de uma reação alérgica à arruda, que Violet diagnostica corretamente depois que Isobel presumiu que era erisipela. Carson teme que haja um ladrão em Downton após fazer um inventário da adega. Lady Sybil (Jessica Brown Findlay) continua a fazer experiências com o feminismo, ajudada e inspirada pelo novo chofer irlandês de mentalidade política, Tom Branson (Allen Leech). Depois de visitar sua costureira, ela surpreende toda a família ao exibir uma roupa composta por calças. |              |                                       |                |                                      |                        |                     |
| 05 | 5            | "Episode Five" "Episódio Cinco" (BR)  | Brian Kelly    | Julian Fellowes                      | 24 de outubro de 2010  | 9.40                |
| Agosto de 1913. Bates descobre que Thomas Barrow está roubando vinho da adega. Preocupado em ser denunciado, Thomas tenta incriminar Bates por roubar uma das caixas de rapé antigas de Lord Grantham, mas seus planos são frustrados. Anna diz ao Sr. Bates que o ama, mas ele diz que eles não podem ficar juntos. Enquanto isso, rumores começaram a circular sobre Lady Mary e o "belo turco". A assistente de cozinha, Daisy (Sophie McShera), tem cada vez mais dificuldade em conter o que testemunhou e, depois de algumas bajulações da Srta. O'Brien (Siobhan Finneran), ela conta sua história para Lady Edith (Laura Carmichael), que escreve ao embaixador turco. Na exposição anual de flores, Isobel questiona Violet continuamente ganhando e, em vez disso, apóia os arranjos do pai de Molesley, para grande consternação de Violet. |              |                                       |                |                                      |                        |                     |
| 06 | 6            | "Episode Six" "Episódio Seis" (BR)    | Brian Percival | Julian Fellowes e Tina Pepler        | 31 de outubro de 2010  | 9.84                |
| Maio de 1914. A fofoca sobre Lady Mary e o "belo turco" se intensifica, chegando a Carson e a Condessa Viúva. Violet confronta Cora, que confessa a verdade. Edith encontra um admirador em Sir Anthony Strallan (Robert Bathurst). Bates revela a Carson que ele já foi um bêbado e estava na prisão por roubo; Carson não está disposto a deixá-lo ir, suspeitando que há mais nessa história. Sybil faz Branson levá-la para Ripon sob falsos pretextos para comparecer à contagem da eleição suplementar. Ela é ferida durante uma briga, mas Matthew, que por acaso aparece, e Branson a resgatam. Lord Grantham culpa Branson, mas Sybil o defende. Mais tarde naquela noite, Mary e Matthew confessam seu amor um pelo outro, mas Mary sente que não pode aceitar sua proposta sem lhe contar seu segredo escandaloso. Violet pede desculpas a Cora por seu tratamento severo anterior. Quando Lady Mary descobre que a mãe do Segundo Lacaio, William Mason (Thomas Howes) está gravemente doente, ela organiza uma visita dele. Anna diz ao Sr. Bates que ela não quer que ele deixe Downton, e eles quase se beijam. |              |                                       |                |                                      |                        |                     |
| 07 | 7            | "Episode Seven" "Episódio Sete" (BR)  | Brian Percival | Julian Fellowes                      | 7 de novembro de 2010  | 10.77               |
| Julho-agosto de 1914. As tensões abundam após o assassinato do arquiduque Franz Ferdinand da Áustria. A família retorna de Londres após o baile de debutante de Sybil, mas Mary fica com sua tia, Lady Rosamund Painswick (Samantha Bond). Cora descobre que está grávida, tornando incerta a herança da propriedade de Matthew, caso o bebê seja um menino. Mary fica sabendo por Evelyn Napier que foi Edith, não ele, que originou os rumores sobre ela e Pamuk. Através da Sra. O'Brien, Carson descobre que enquanto Bates era um soldado, ele roubou a prata do regimento, mas depois de falar com a mãe de Bates, Anna descobre que foi de fato a esposa dele quem roubou a prata. Matthew está irritado com a hesitação de Mary agora que ele pode não herdar Downton. Antecipando a guerra, Thomas encontra um papel não-combatente no Corpo Médico do Exército. Mary confronta Edith sobre revelar seu segredo, sugerindo que ela irá se vingar. Ao saber que Sir Anthony Strallan pretende propor casamento na festa do jardim, Mary o faz pensar que Edith o acha velho e chato, então ele vai embora. O'Brien acha que Lady Cora pretende substituí-la e deixa um sabonete embaixo da banheira. Ela se arrepende, mas é incapaz de avisar Cora antes que ela escorregue, caia e aborte espontaneamente. Um telefone é instalado em Downton, dando a Lady Sybil a oportunidade de marcar uma entrevista de emprego para a empregada doméstica Gwen como secretária da companhia telefônica. Mary está preparada para se casar com Matthew, mas ele duvida de seus motivos e pretende deixar Downton. Durante a festa no jardim, Lord Grantham recebe um telegrama dizendo que o Reino Unido está em guerra com a Alemanha, marcando o início da Primeira Guerra Mundial. |              |                                       |                |                                      |                        |                     |

### 2ª temporada (2011)
| 08 | 1 | "Episode One" "Episódio Um" (BR)                           | Ashley Pearce  | Julian Fellowes | 18 de setembro de 2011 | 11.41 |
| Setembro de 1916. Matthew, de licença, retorna a Downton. Ele informa à família que está noivo da Srta. Lavinia Swire (Zoe Boyle). Lady Mary anuncia que convidou Sir Richard Carlisle (Iain Glen), um magnata do jornal rico e implacável, para ir a Downton. Os servos se preparam para um concerto para ajudar a financiar o hospital local. Bates diz a Anna que ele pode finalmente conseguir o divórcio e a pede em casamento. Vera Bates (Maria Doyle Kennedy), a ex-esposa de John Bates, chega a Downton e exige que ela e John se reconciliem ou ela exporá a indiscrição de Lady Mary com Pamuk. Bates avisa sem explicação. A Sra. Hughes diz isso ao Sr. Carson, que informa Lord Grantham. Sybil se matricula no treinamento de enfermeiras. Branson revela seus sentimentos antes de Sybil partir. Matthew chega com Lavinia. Ele e Mary se reconciliam. Matthew encontra Thomas nas trincheiras. Thomas é ferido intencionalmente para ser devolvido à Inglaterra. |   |                                                            |                |                 |                        |       |
| 09 | 2 | "Episode Two" "Episódio Dois" (BR)                         | Ashley Pearce  | Julian Fellowes | 25 de setembro de 2011 | 11.77 |
| Abril de 1917. Lord Grantham informa a Beryl Patmore (Lesley Nicol), a cozinheira, que seu sobrinho foi executado por covardia. Thomas vai trabalhar com o Dr. Clarkson no hospital da vila junto com Lady Sybil. Downton Abbey se torna uma casa de convalescença em tempos de guerra. Matthew está insatisfeito com o retorno à Inglaterra para uma campanha de recrutamento. Lavinia é confrontada por Sir Richard Carlisle, um velho e indesejável conhecido. Lady Edith se oferece para dirigir um trator para ajudar os fazendeiros durante a guerra. Ela ajuda o Sr. Drake, um fazendeiro arrendatário de Downton. Ela e o Sr. Drake se sentem atraídos um pelo outro e são vistos se beijando pela Sra. Drake, que silenciosamente põe fim ao trabalho de Edith. |   |                                                            |                |                 |                        |       |
| 10 | 3 | "Episode Three" "Episódio Três" (BR)                       | Andy Goddard   | Julian Fellowes | 2 de outubro de 2011   | 11.33 |
| Julho de 1917. Violet objeta que Downton se torne uma casa de convalescença, enquanto Isobel assume o comando. Cora recebe o sargento em exercício Thomas Barrow para comandar o lado militar de Downton. Violet acredita que Mary e Matthew ainda estão apaixonados. Ela e Rosamund planejam terminar o noivado de Matthew com Lavinia. Violet acredita que há algo mais na relação de Lavinia com Sir Richard. William pede Daisy em casamento antes de ir para a guerra. |   |                                                            |                |                 |                        |       |
| 11 | 4 | "Episode Four" "Episódio Quatro" (BR)                      | Brian Kelly    | Julian Fellowes | 9 de outubro de 2011   | 11.30 |
| Março de 1918. Ethel (Amy Nuttall) continua flertando com o major Bryant. A Sra. Hughes os encontra na cama e dispensa Ethel. Mais tarde, Ethel retorna, anunciando que está grávida do filho de Bryant. Os preparativos estão em andamento para um show em Downton. As tensões aumentam entre Isobel e Cora, enquanto Edith recebe notícias preocupantes sobre Matthew e William. Branson declara seus sentimentos por Sybil novamente. Lord Grantham visita Bates em um bar próximo onde ele está trabalhando. Lord Grantham recebe uma carta de Carlisle, o que o preocupa e força uma conversa desconfortável com Mary. |   |                                                            |                |                 |                        |       |
| 12 | 5 | "Episode Five" "Episódio Cinco" (BR)                       | Brian Kelly    | Julian Fellowes | 16 de outubro de 2011  | 11.59 |
| Agosto de 1918. Matthew sofreu uma grave lesão na coluna vertebral e está paralisado da cintura para baixo. Disseram-lhe que nunca mais andaria ou teria filhos. Ele quer que Lavinia o esqueça e a mande embora, enquanto Mary tenta cuidar dele de volta à saúde. A Sra. Hughes secretamente ajuda Ethel e seu bebê desde que o amante de Ethel, Major Bryant, a ignorou. Os ferimentos de William são fatais, levando-o a pedir a Daisy em casamento antes que morra. A Sra. Patmore convence Daisy a ir em frente; William morre algumas horas depois. Bates fica surpreso quando Vera promete expor velhos segredos sobre a noite de Lady Mary e Pamuk, já que ele a pagou para se divorciar dele. Quando Mary descobre isso, ela confessa tudo para Sir Richard Carlisle e pede a sua ajuda. Ele paga Vera para assinar um contrato com obrigações de confidencialidade. Sem o conhecimento de Mary, Sir Richard anuncia seu noivado com ela em seu jornal. Ao descobrir que foi enganada para ficar em silêncio, Vera avisa Bates que ela ainda vai arruiná-lo.                     |   |                                                            |                |                 |                        |       |
| 13 | 6 | "Episode Six" "Episódio Seis" (BR)                         | Andy Goddard   | Julian Fellowes | 26 de outubro de 2011  | 11.33 |
| Novembro de 1918. Um oficial canadense (Trevor White), gravemente desfigurado por queimaduras, chega a Downton e declara ser Patrick Crawley, o supostamente falecido herdeiro. Mary rejeita a afirmação, mas Edith é persuadida enquanto ele reconta detalhes dos velhos tempos em Downton. Robert manda seu advogado Murray investigar; Murray descobre que Patrick Crawley tinha um amigo próximo que emigrou para o Canadá. "Patrick" sai abruptamente. Matthew está se adaptando à sua condição e Mary está cuidando dele. Isobel está repleta de esquemas de melhoria social usando Downton Abbey. Ethel ouve a notícia de que o major Bryant foi morto. Lady Sybil recebe um ultimato de Branson a respeito de sua proposta de casamento para ela. Bates fica chocado ao descobrir que a legalidade de seu divórcio está ameaçada, pois Vera revela que ele a pagou para deixá-lo, e ele vai a Londres para tentar resolver o assunto com ela novamente. Ao retornar, ele recebe a notícia de que ela está morta. Logo depois, a guerra termina com o Armistício.                   |   |                                                            |                |                 |                        |       |
| 14 | 7 | "Episode Seven" "Episódio Sete" (BR)                       | James Strong   | Julian Fellowes | 30 de outubro de 2011  | 12.26 |
| Início de fevereiro de 1919. Matthew começa a sentir as pernas. Matthew anuncia que ele e Lavinia pretendem se casar em breve. Violet diz a ele que Mary ainda o ama, mas Matthew se sente obrigado a se casar com Lavinia. Sir Richard Carlisle angustia Anna, pedindo-lhe para espionar Mary; seu comportamento leva Carson a rejeitar sua oferta de emprego. Bates percebe que Vera cometeu suicídio para incriminá-lo. Quando os pais do Major Bryant visitam Downton para ver onde seu filho convalesceu, a Sra. Hughes planeja um encontro entre eles, Ethel e seu bebê. No entanto, o Sr. Bryant furiosamente se recusa a acreditar em sua afirmação. Thomas embarca em um novo esquema para ganhar dinheiro no mercado clandestino do pós-guerra. Lord Grantham sente-se atraído pela nova empregada, Jane, e a beija. Lady Sybil toma a decisão drástica de fugir com Branson. No entanto, Mary descobre seu plano e, junto com Edith e Anna, procura-os e convence Sybil a retornar e defender sua causa abertamente aos pais.                                                   |   |                                                            |                |                 |                        |       |
| 15 | 8 | "Episode Eight" "Episódio Oito" (BR)                       | James Strong   | Julian Fellowes | 6 de novembro de 2011  | 12.45 |
| Abril de 1919. Estão em andamento os preparativos para o casamento de Matthew e Lavinia. Lady Grantham, Carson e Lavinia estão contra a gripe espanhola. Matthew e Mary reconhecem que não podem se casar, pois seria cruel com Lavinia. Lavinia os ouve e os vê se beijando. Ethel fica surpresa quando os pais do Major Bryant querem vê-la, mas fica horrorizada ao saber que o Sr. Bryant se oferece para ficar com a custódia do bebê e diz que ela não terá permissão para vê-lo. Lord Grantham e Jane têm um encontro, mas são interrompidos e Jane decide ir embora. Anna e Bates se casam em segredo. Cora fica gravemente doente de Gripe Espanhola e Lavinia sucumbe à gripe e morre. Matthew diz a Mary que qualquer relacionamento entre eles agora é impossível. Lord Grantham relutantemente dá sua bênção para que Lady Sybil e Thomas Branson se casem. Bates é preso pelo assassinato de sua falecida esposa. |   |                                                            |                |                 |                        |       |
| Especial |   |                                                            |                |                 |                        |       |
| 16 | - | "Christmas at Downton Abbey" "Natal em Downton Abbey" (BR) | Brian Percival | Julian Fellowes | 18 de setembro de 2011 | 11.21 |
| Dezembro de 1919 e janeiro de 1920. A casa está agitada com os preparativos para o Natal. Os funcionários se divertem com um tabuleiro Ouija, tentando entrar em contato com os espíritos. Bates é condenado pelo assassinato de Vera, mas sua sentença de morte é comutada para prisão perpétua. Bates incentiva Anna a ficar em Downton, mas viver uma vida plena. Daisy se encontra com o pai de William, o Sr. Mason, que lhe garante que ela é uma boa pessoa e pede que ela se torne sua filha substituta. Rosamund pensa em casamento, mas seu pretendente é exposto como um "caçador de fortunas". Sybil, agora casada com Tom Branson e morando na Irlanda, escreve a Cora que está grávida. Cora insiste em que eles voltem para Downton. Mary abandona seu noivo, Sir Richard Carlisle, apesar de sua ameaça de publicar seu segredo obscuro sobre o falecido Kemal Pamuk. Embora com medo de que ele a veja como "suja", Lady Mary conta a Matthew sobre Pamuk. Embora surpreso, ele logo decide que o que é passado já passou, e a pede em casamento; ela aceita alegremente. |   |                                                            |                |                 |                        |       |

### 3ª temporada (2012)
| 17 | 1 | "Episode One" "Episódio Um" (BR)                            | Brian Percival | Julian Fellowes | 16 de setembro de 2012 | 11.43 |
| Março/Abril de 1920. A mãe de Cora, Martha Levinson (Shirley MacLaine), chega a Downton para o casamento de Matthew e Mary. Lord Grantham descobre que seu enorme investimento da fortuna de Cora na Grand Trunk Railway falhou. Enquanto isso, o sobrinho de O'Brien, Alfred (Matt Milne), se junta à equipe de empregados no andar de baixo. Sybil e seu marido, Tom Branson, retornam a Downton para uma recepção silenciosa, enquanto Branson permanece altamente seguro sobre suas crenças políticas. Matthew ajuda a amenizar a situação, escolhendo Branson como seu padrinho. Matthew e Mary se casam são. |   |                                                             |                |                 |                        |       |
| 18 | 2 | "Episode Two" "Episódio Dois" (BR)                          | Brian Percival | Julian Fellowes | 23 de setembro de 2012 | 12.08 |
| Abril de 1920. Mary e a Condessa Viúva conspiram para mostrar que Downton Abbey está no seu melhor e tentam persuadir a Sra. Levinson a doar dinheiro e salvá-los da ruína financeira, embora ela recuse. Enquanto isso, no andar de baixo, O'Brien e Thomas Barrow travam guerra um contra o outro devido à recente promoção de Alfred Nugent como criado de Mathew, enquanto a empregada da Sra. Levinson dá um brilho a Alfred. A Sra. Hughes enfrenta um susto de câncer e Isobel Crawley descobre que Ethel se tornou uma prostituta. Edith persegue ativamente Anthony Strallan e o deseja como um marido e ele a propõe em casamento. |   |                                                             |                |                 |                        |       |
| 19 | 3 | "Episode Three" "Episódio Três" (BR)                        | Andy Goddard   | Julian Fellowes | 30 de setembro de 2012 | 11.96 |
| Maio de 1920. Matthew finalmente concorda em aceitar o dinheiro do falecido pai de Lavinia, salvando Downton. Lord Grantham se recusa a aceitar o dinheiro, insistindo que ele e Matthew se tornem mestres conjuntos de Downton. O dia do casamento de Edith chega, mas quando Edith chega ao altar, Sir Anthony Strallan muda de ideia e cancela a cerimônia. A Sra. Hughes recebe a notícia de que não tem câncer. Barrow tenta se vingar de O'Brien espalhando um boato para a família de que ela está deixando Downton. O colega de cela de Bates tenta colocá-lo em apuros plantando drogas em seu beliche. |   |                                                             |                |                 |                        |       |
| 20 | 4 | "Episode Four" "Episódio Quatro" (BR)                       | Andy Goddard   | Julian Fellowes | 7 de outubro de 2012   | 11.83 |
| Maio de 1920. Branson é procurado pela polícia irlandesa. Ele foge para Downton Abbey sem Sybil, ultrajando os Crawleys. Sybil chega com segurança a Downton logo depois. Anna não recebeu nenhuma carta de Bates e não tem mais permissão para visitá-lo; da mesma forma, Bates se pergunta por que as cartas e visitas de Anna pararam. Ethel decide deixar seu filho morar com os avós para que ele possa ter uma vida melhor. Carson recruta um novo lacaio, Jimmy Kent (Ed Speleers), que atrai a atenção da equipe feminina e de Thomas Barrow. Ivy Stuart (Cara Theobold), a nova assistente de cozinha, desvia a atenção de Alfred de Daisy. Edith escreve para o jornal apoiando a participação feminina na mídia. |   |                                                             |                |                 |                        |       |
| 21 | 5 | "Episode Five" "Episódio Cinco" (BR)                        | Jeremy Webb    | Julian Fellowes | 14 de outubro de 2012  | 11.93 |
| Maio de 1920. Edith é convidada a escrever uma coluna regular no jornal, mas a maioria da família não apóia. Matthew acredita que Robert está administrando mal a propriedade e encontra um aliado em George Murray, o advogado da família. Mary fica zangada quando descobre a colaboração deles. Sybil entra em trabalho de parto e Lord Grantham contrata um famoso obstetra, Sir Philip Tapsel. O Dr. Clarkson acredita que Sybil está sofrendo de eclâmpsia e deve ser levada ao hospital, mas Sir Philip argumenta que Sybil está em forma e saudável. Sybil dá à luz uma menina, mas, durante a noite, ela tem convulsões e morre. Cora culpa Robert pela morte da filha. |   |                                                             |                |                 |                        |       |
| 22 | 6 | "Episode Six" "Episódio Seis" (BR)                          | Jeremy Webb    | Julian Fellowes | 21 de outubro de 2012  | 12.06 |
| Maio/Junho de 1920. Branson nomeia sua filha como Sybil e planeja batizá-la como católica, ao que Lord Grantham se opõe firmemente. A Condessa Viúva pressiona o Dr. Clarkson a retratar sua afirmação de que Sybil poderia ter sobrevivido se tivesse feito uma cesariana, e Cora perdoa Robert. Anna encontra evidências que podem provar a inocência de Bates. Ethel prepara um almoço para as mulheres Crawley e pede a ajuda da Sra. Patmore. Lord Grantham está indignado com o fato de Isobel ter permitido que uma ex-prostituta servisse o almoço para sua família. |   |                                                             |                |                 |                        |       |
| 23 | 7 | "Episode Seven" "Episódio Sete" (BR)                        | David Evans    | Julian Fellowes | 28 de outubro de 2012  | 11.82 |
| Julho de 1920. Bates é libertado da prisão. Persuadido por O'Brien, Barrow faz uma visita noturna ao quarto de Jimmy e o beija enquanto ele dorme - assim que Alfred entra no quarto. Jimmy está indignado e enojado; Alfred também. Edith vai a Londres para se encontrar com o editor de uma revista, Michael Gregso, e aceita sua oferta para escrever uma coluna semanal para o The Sketch. O irmão rude de Branson vai para Downton. Matthew continua a confrontar Lord Grantham sobre a má administração da propriedade, levando à renúncia do antigo agente da família, Jarvis. Tom é nomeado agente de Downton. A Srta. Sybil Branson é batizada em uma Igreja Católica em Ripon com a presença da família Crawley. |   |                                                             |                |                 |                        |       |
| 24 | 8 | "Episode Eight" "Episódio Oito" (BR)                        | David Evans    | Julian Fellowes | 4 de novembro de 2012  | 12.15 |
| Antes de 11 de agosto de 1920. A partida anual de críquete de Downton Abbey com a vila acontece. Alfred reclama sobre Thomas para a polícia e dois policiais chegam para vê-lo; Lord Grantham convence a polícia de que foi tudo um mal-entendido. A sobrinha-neta da Condessa Viúva, Lady Rose MacClare (Lily James) - a filha da sobrinha da condessa viúva, Susan, marquesa de Flintshire e seu marido, Hugh, marquês de Flintshire - faz uma visita. Uma viagem a Londres revela que Rose é uma garota muito animada que gosta de beber e festejar. Mary e Matthew descobrem que foram separadamente visitar um médico em Londres para descobrir por que não tiveram filhos; Mary revela que ela passou por uma pequena operação e agora eles estão ansiosos para começar uma família. |   |                                                             |                |                 |                        |       |
| Especial |   |                                                             |                |                 |                        |       |
| 25 | - | "A Journey to the Highlands" "Uma Viagem às Highlands" (BR) | Andy Goddard   | Julian Fellowes | 25 de dezembro de 2012 | 10.28 |
| Agosto de 1921. A família Crawley segue para o Castelo Duneagle, na Escócia, para visitar Lady Rose e seus pais guerreiros, Hugh ("Shrimpie") e Susan, o Marquês e a Marquesa de Flintshire. Bates, Anna, Molesley e O'Brien também fazem a viagem. Michael Gregson (Charles Edwards) diz a Lady Edith que também estará na Escócia. Mary e Matthew discordam sobre os motivos de Gregson. Gregson mais tarde declara seus sentimentos por Edith. Shrimpie diz a Lord Grantham que terá de vender sua propriedade porque não a modernizou como Downton e agora o dinheiro acabou. Tom permanece em Downton com a pequena Sybbie de um ano. A equipe está ansiosa pela aproximação da feira da vila, e Carson se esforça para mantê-los concentrados no trabalho. A Sra. Patmore se envolve em um romance. Na feira da vila, Jimmy quase é roubado depois de ganhar dinheiro com uma aposta no cabo de guerra, mas é salvo por Barrow, que o estava seguindo e é roubado e espancado em seu lugar. Mais tarde, eles concordam apenas em serem amigos. Lady Mary retorna mais cedo da Escócia, correndo para o Hospital Cottage para dar à luz um bebê saudável. Matthew logo se junta a ela e conhece seu filho e herdeiro, mas ao retornar para Downton Abbey, ele morre em um acidente de carro. |   |                                                             |                |                 |                        |       |

### 4ª temporada (2013)
| 26 | 1 | "Episode One" "Episódio Um" (BR)                  | David Evans        | Julian Fellowes | 22 de setembro de 2013 | 11.96 |
| Fevereiro de 1922. Lady Mary ainda lamenta profundamente a morte de Matthew, sentindo pouco amor maternal pelo bebê George. Lord Grantham e Branson disputam a administração da propriedade e lutam para pagar os impostos de morte. Srta. O'Brien de repente deixa Downton para servir Lady Flintshire. Precisando de uma dama de companhia, Cora contrata a ex-empregada Edna, que se formou como dama de companhia. Cora despede Nanny West ao ouvir seus comentários depreciativos sobre a bebê Sybil. O Sr. Molesley perdeu o emprego após a morte de Matthew; a Condessa Viúva tenta ajudá-lo, permitindo que ele sirva em um almoço. Os criados estão entusiasmados com o Dia dos Namorados, e a Sra. Patmore luta para lidar com um batedor elétrico. Carson consola Mary para tirá-la do luto. Ela inicialmente se ressente, acusando-o de impertinência, mas depois se desculpa e chora aos braços dele. |   |                                                   |                    |                 |                        |       |
| 27 | 2 | "Episode Two" "Episódio Dois" (BR)                | David Evans        | Julian Fellowes | 29 de setembro de 2013 | 12.10 |
| Março de 1922. Uma carta é encontrada de Matthew, nomeando Mary como sua única herdeira; Lord Grantham está descontente e prefere que Mary não se envolva na administração da propriedade. Violet secretamente apóia Mary e a incentiva a aprender sobre negócios com Tom. Descobrindo que Molesley está passando por tempos difíceis, está trabalhando como operário e tem dívidas, Bates recebe dinheiro da Condessa Viúva e finge pagar-lhe uma dívida anterior. Lady Rose e Anna vão a um baile do chá em York para a classe de criados. O advogado de Lord Grantham confirma que a carta de Matthew é tão boa quanto um testamento. Todos o incentivam a incluir Mary na administração da propriedade. |   |                                                   |                    |                 |                        |       |
| 28 | 3 | "Episode Three" "Episódio Dois" (BR)              | Catherine Morshead | Julian Fellowes | 6 de outubro de 2013   | 11.86 |
| Abril de 1922. Uma festa em casa é realizada em Downton. Lady Mary renova seu relacionamento com o suave Lord Anthony Gillingham (Tom Cullen), que flerta com ela. Durante a apresentação de Nellie Melba (Kiri Te Kanawa), o valete de Lord Gillingham, Sr. Green, ataca e estupra Anna violentamente. Tom Brason se sente desconfortável entre todos; Edna aproveita para deixá-lo bêbado e se esgueirar para seu quarto depois. Anna faz a Sra. Hughes prometer não contar a ninguém sobre o estupro, especialmente Bates, com medo de que ele mate Green e seja enforcado por isso. |   |                                                   |                    |                 |                        |       |
| 29 | 4 | "Episode Four" "Episódio Quatro" (BR)             | Catherine Morshead | Julian Fellowes | 13 de outubro de 2013  | 11.75 |
| Abril de 1922. Edna afirma que pode estar grávida e quer que Tom se case com ela. A Sra. Hughes a confronta e Edna deixa Downton. Lady Rose acompanha Mary e Tom a Londres, onde eles ficam com Lady Rosamund, que sorrateiramente convidou Lord Gillingham e Bullock para se juntarem a eles. Eles vão a um clube de jazz onde Jack Ross, o cantor negro do clube, dança com Rose, para o desconforto dos outros. Anna, sentindo-se indigna de Bates, fica distante e volta para a casa principal. Michael Gregson está prestes a partir para a Alemanha; se ele se tornar um cidadão alemão, ele poderá se divorciar de sua esposa louca. Lady Rosamund descobre que Edith passou a noite com Gregson e a avisa sobre prejudicar sua reputação. Lord Gillingham pede Mary em casamento, mas ela se recusa, dizendo que ainda está de luto pela morte de Matthew. |   |                                                   |                    |                 |                        |       |
| 30 | 5 | "Episode Five" "Episódio Cinco" (BR)              | Philip John        | Julian Fellowes | 20 de outubro de 2013  | 11.29 |
| Maio de 1922. Carson pensa em contratar novamente o Sr. Molesley se Alfred sair para um programa de treinamento de chef, mas Molesley, infeliz por ser rebaixado a lacaio, hesita muito com a oferta e perde a oportunidade. Thomas Barrow pressiona a nova dama de companhia de Cora, Baxter, para espionar todos para ele. Cora tem que persuadir a nervosa Sra. Patmore a trocar sua caixa de gelo por uma geladeira. Edith visita um médico em Londres. Tom considera se mudar para a América. Bates continua pressionando Anna para explicar seu comportamento. A Sra. Hughes diz a ele que um estranho invadiu o salão dos criados e estuprou Anna. Bates e Anna se reconciliam, mas ele suspeita que Green cometeu o crime. |   |                                                   |                    |                 |                        |       |
| 31 | 6 | "Episode Six" "Episódio Seis" (BR)                | Philip John        | Julian Fellowes | 27 de outubro de 2013  | 11.54 |
| Junho de 1922. Alfred parte para o treinamento de chef do Ritz, e Carson não quer que Molesley o substitua. Edith descobre que está grávida. Bates e Anna vão jantar em um hotel chique onde um recepcionista esnobe tenta barrá-los; felizmente, Cora está lá e garante que eles sejam recebidos. Rose arranja para que a banda do clube de jazz toque no aniversário de Robert. Carson fica escandalizado ao ver Jack, o cantor negro, em Downton Abbey. Após a festa, Mary vê Rose e Jack se beijando no salão dos criados. Inspetores do governo chegam para avaliar a viabilidade financeira das propriedades rurais em Yorkshire: o Sr. Napier, um velho amigo de Lady Mary, e o Sr. Blake, um liberal severo que polidamente discorda dela. |   |                                                   |                    |                 |                        |       |
| 32 | 7 | "Episode Seven" "Episódio Sete" (BR)              | Ed Hall            | Julian Fellowes | 2 de novembro de 2013  | 11.93 |
| Julho de 1922. Robert parte para a América para tirar o irmão playboy de Cora de problemas. Mary, contada pela Sra. Hughes sobre o que aconteceu com Anna, convence Robert a levar Barrow com ele como seu criado em vez de Bates. A Condessa Viúva adoece com bronquite e é cuidada por Isobel. Tom comparece a uma reunião do conselho e conhece uma jovem alegre, Sarah Bunting. Edith e Rose vão para Londres, onde Rose continua a buscar seu relacionamento romântico com Jack. Lady Edith decide fazer um aborto, mas desiste no último minuto. Lord Gillingham e seu criado, Green, chegam a Downton, e a Sra. Hughes diz a Green que sabe o que ele fez e o avisa para ficar longe de Anna enquanto estiver lá. Durante o jantar dos criados, Green revela que foi ao salão dos criados durante a apresentação de Dame Nellie. |   |                                                   |                    |                 |                        |       |
| 33 | 8 | "Episode Eight" "Episódio Oito" (BR)              | Ed Hall            | Julian Fellowes | 10 de novembro de 2013 | 12.16 |
| Agosto de 1922. Edith deseja que um fazendeiro arrendatário e sua esposa cuidem de seu bebê, mas Lady Rosamund sugere que ela vá para a Suíça e entregue o bebê lá. Alfred pede Ivy em casamento, mas começa a apreciar a lealdade de Daisy depois que Ivy o recusa. Daisy fica confusa com seus sentimentos, mas desiste de Alfred e ele vai embora para sempre. Lord Gillingham, que está terminando seu noivado, faz uma breve visita, ainda perseguindo Mary; ela soube do crime de Green e quer que Gillingham demita o criado, o que ele concorda em fazer. É realizado o bazar da igreja, organizado pela Cora; durante isso, Lord Grantham chega inesperadamente, assim como Lord Gillingham, para dizer a Mary que Green foi morto em um acidente em uma rua de Piccadilly. Anna percebe que Bates teve o mesmo dia de folga, supostamente para ir a York, e ele não conta o que estava fazendo lá. |   |                                                   |                    |                 |                        |       |
| Especial |   |                                                   |                    |                 |                        |       |
| 34 | - | "The London Season" "A Temporada de Londres" (BR) | Jon East           | Julian Fellowes | 25 de dezembro de 2013 | 9.40  |
| Verão de 1923: Os Grantham se mudam para sua residência em Londres para o baile de debutante de Rose e sua apresentação na quadra. Eles se juntam ao irmão de Cora, Harold, e à mãe, Martha, dos Estados Unidos. Lord Gillingham e o Sr. Blake comparecem. Tom e Thomas Barrow inicialmente permanecem em Downton. Tom se encontra inesperadamente com Sarah Bunting, que pede um tour pela Abadia de Downton. Em uma festa, a indiscrição de Rose leva ao afiado Sr. Sampson, roubar uma carta de David, Príncipe de Gales (Oliver Dimsdale), para sua amante, Freda Dudley Ward (Janet Montgomery), de sua bolsa. Rose conta a Lord Grantham, que convida Sampson para uma festa de pôquer enquanto Mary, Rose e Charles Blake (Julian Ovenden) besbilhotam o apartamento de Sampson, mas eles não conseguem encontrar a carta. Enquanto os jogadores saem, Bates ajuda Sampson a colocar seu casaco e pega em seu bolso a carta. A Sra. Hughes encontra uma passagem de trem no casaco de Bates de York para Londres no dia em que Green morreu. Ela conta a Mary, e eles concordam em ficar calados. No baile, Cora acompanha Rose para se apresentar diante do Rei George V (Guy Williams) e a Rainha Mary (Valerie Dane). Gillingham surpreende Mary ao revelar que o Sr. Blake é, na verdade, primo e herdeiro de um baronete muito rico com uma grande propriedade. Edith deu à luz uma menina e arranjou uma moradia para a menina com um fazendeiro inquilino em Downton, mantendo a ilegitimidade da menina em segredo. Lady Grantham pede a Carson que organize um passeio divertido para os empregados; A Sra. Hughes o convence a marcar um dia na praia. A Sra. Hughes incentiva Carson a vadear nas ondas, segurando sua mão como apoio. |   |                                                   |                    |                 |                        |       |

### 5ª temporada (2014)
| 35 | 1 | "Episode One" "Episódio Um" (BR)                   | Catherine Morshead | Julian Fellowes | 21 de setembro de 2014 | 10.71 |
| Fevereiro de 1924: Robert e Carson ficam chateados com a eleição de um governo trabalhista. Os moradores querem construir um memorial de guerra e pedem a Carson para chefiar o comitê. Lady Edith não tem notícias de Michael Gregson há quase dois anos (ele partiu para a Alemanha em abril de 1922) e está chateada por não poder participar da vida de sua filha, Marigold. Lady Mary concorda em ter um caso secreto com Lord Gillingham. Tom Branson se aproxima da professora Sarah Bunting. Lord Merton persegue Isobel, que não está interessada. Em vez de ceder à chantagem de Barrow, Phyllis Baxter (Raquel Cassidy), nova dama de companhia de Cora revela seu passado para esta última: ela foi condenada por roubar joias de sua patroa anterior. Quando Barrow tenta expor Baxter para Cora, ela diz a ele que já conhece a história de Baxter e que sua posição no Centro é agora precária. Srta. Bunting é convidada para o 34º aniversário de casamento de Robert e Cora, mas desperta conflito com seus comentários de esquerda. Barrow resgata Lady Edith de um incêndio em seu quarto, devolvendo-o às boas graças de Cora. Por causa do incêndio, Robert descobre o lacaio Jimmy na cama com Lady Anstruther. Ela sai antes do amanhecer; Robert instrui Carson a dispensar Jimmy, mas com um bom caráter. |   |                                                    |                    |                 |                        |       |
| 36 | 2 | "Episode Two" "Episódio Dois" (BR)                 | Catherine Morshead | Julian Fellowes | 28 de setembro de 2014 | 10.46 |
| Abril de 1924: Thomas Barrow revela o crime de Srta. Baxter a Molesley; Baxter confirma tudo. Charles Blake traz o elegante historiador da arte Simon Bricker (Richard E. Grant) para ver uma pintura de Piero della Francesca na coleção de Downton. Bricker flerta com Cora, e Robert o rotula corretamente de um salteador. Charles admite que Mary agora prefere Tony Gillingham. Mary pede a Anna para obter um dispositivo de controle de gravidez para seu encontro com Gillingham. O fazendeiro inquilino Sr. Drewe, pai adotivo de Marigold, sugere que Edith se torne a madrinha de Marigold, permitindo que ela veja sua filha com mais frequência. Violet e Isobel visitam a propriedade rural de Lord Merton. Robert se opõe a obter um rádio, mas aluga um quando o Rei George V (dublado por Jon Glover) transmite um discurso da Exposição do Império Britânico. O sargento da polícia local chega e diz a Carson e à Sra. Hughes que havia uma testemunha da morte de Green e que as investigações devem ser feitas. |   |                                                    |                    |                 |                        |       |
| 37 | 3 | "Episode Three" "Episódio Três" (BR)               | Catherine Morshead | Julian Fellowes | 5 de outubro de 2014   | 10.15 |
| Maio de 1924: o sargento Willis revela que uma testemunha ouviu Green dizer a alguém que havia sido maltratado em Downton e que não gostava de Bates. Mary e Gillingham passam uma semana idílica dirigindo por Cheshire, sem serem reconhecidos, mas Spratt, o mordomo de Violet, os vê saindo de um hotel em Liverpool e, claramente saboreando a tarefa, informa Violet. Violet inventa instantaneamente uma história de capa para os amantes. Mais tarde, ela fica muito aliviada quando Mary lhe diz indiretamente que ela usava o controle da natalidade e claramente que Gillingham a propôs antes de se tornarem amantes: Ele quer definir a data. Violet ainda desaprova seu comportamento, mas isso lança uma luz diferente sobre ele - contanto que o noivado seja anunciado imediatamente. Cora está em Londres, visitando Rosamund. Ela passa um dia agradável com o Sr. Bricker, explorando museus e galerias e jantando fora no calor do momento. Enquanto isso, Robert decide ir a Londres e surpreendê-la. Ele fica furioso ao saber como ela passou o dia e desdenha a ideia de que Bricker possa achar os comentários de Cora sobre arte úteis ou interessantes. Baxter vai até Cora e conta a ela o resto de sua história, sobre o homem que a seduziu, manipulou e abusou dela até que ela obedecesse a tudo. A Sra. Patmore está angustiada porque seu sobrinho, Archie, foi excluído do memorial de guerra em Farsley, sua vila natal, porque o comitê o considerou indigno. (Archie corajosamente se alistou no início da guerra, mas mais tarde ele desenvolveu um choque de bomba e foi injustamente baleado por covardia.) A Sra. Patmore espera que o nome de Archie seja adicionado ao monumento na vila de Downton, mas Carson é inflexivelmente contra isso. As visitas constantes de Edith para ver Marigold estão perturbando a Sra. Drewe, e o Sr. Drewe pede a Edith para ficar temporariamente longe. Um desenvolvedor quer construir cinquenta casas perto da vila, mas Robert se recusa a vender o terreno para construir "50 monstruosidades modernas". Rose traz um grupo de aristocratas refugiados russos a Downton para um chá; um deles, o príncipe Kuragin (Rade Šerbedžija), conheceu Violet e seu marido (na época Lord e Lady Grantham) em 1874, quando estavam na Rússia para um casamento real. Lord Gillingham está ansioso para se casar com Mary rapidamente, mas ela pensa que seu julgamento foi obscurecido pelo desejo e agora duvida que ele seja o homem certo para ela. |   |                                                    |                    |                 |                        |       |
| 38 | 3 | "Episode Four" "Episódio Quatro" (BR)              | Minkie Spiro       | Julian Fellowes | 12 de outubro de 2013  | 10.25 |
| Maio de 1924: Violet leva Isobel para visitar os aristocratas russos, agora vivendo na pobreza. Tom e Mary impulsionam o desenvolvimento habitacional. O pai de Rose, Lord Flintshire (Shrimpie) anuncia que ele e sua esposa estão se divorciando. Lord Merton pede Isobel em casamento. A senhorita Baxter testemunha a automedicação inadequada de Barrow. Mary diz a Lord Gillingham que não se casará com ele. O Sr. Bricker visita novamente, para desaprovação de Robert. Srta. Bunting vai longe demais ao incitar Robert com suas opiniões de esquerda, e recebe ordem de sair de casa. O sargento Willis retorna a Downton; enquanto em Londres com Mary, Anna foi observada por um oficial disfarçado visitando o apartamento de Lord Gillingham em Albany. Isso é explicado quando ela entregou uma carta de Mary a Gillingham. No entanto, ela então foi para Piccadilly, onde Green foi morto, fazendo a polícia suspeitar. |   |                                                    |                    |                 |                        |       |
| 39 | 5 | "Episode Five" "Episódio Cinco" (BR)               | Minkie Spiro       | Julian Fellowes | 19 de outubro de 2014  | 10.39 |
| 1924: O inspetor Vyner da Scotland Yard entrevista Mary e Anna sobre o Sr. Green. A Sra. Patmore decide comprar uma casa de campo com o dinheiro da herança e alugá-la. A Sra. Drewe diz a seu marido para proibir qualquer contato com Edith. Violet obtém toda a história de Rosamund; eles aconselham Edith a levar a criança para a França. Charles Blake convida Mary para almoçar, junto com a ex-noiva de Tony Gillingham, Mabel Lane Fox; Blake tem um plano astuto para reunir Gillingham e Mabel, deixando-o livre para cortejar Mary, mas Mabel vai embora. Barrow está cada vez mais doente. Com Robert longe, o Sr. Bricker visita novamente Downton e entra sem ser convidado no quarto de Cora. Robert chega cedo e os descobre e luta com Sr. Bricker. Robert permanece distante com Cora, acreditando que ela também é a culpada. |   |                                                    |                    |                 |                        |       |
| 40 | 6 | "Episode Six" "Episódio Seis" (BR)                 | Philip John        | Julian Fellowes | 26 de outubro de 2014  | 9.87  |
| 1924: Violet visita o príncipe Kuragin. Edith descobre que Michael foi morto por alguns dos associados de Hitler durante o Putsch da Cervejaria em Munique. Ela herda a editora dele, tira Marigold dos cuidados dos Drewes e vai para Londres. A polícia retorna e entrevista a Srta. Baxter. Ela admite algumas suspeitas sobre Bates e Green. Bates descobre o dispositivo anticoncepcional de Mary escondido na gaveta de Anna e a acusa de não querer ter um filho porque ela o considera um assassino. Sua passagem de trem não utilizada teria provado que ele nunca tinha ido lá, mas Mary a queimou, acreditando que o estava protegendo. Anna e Bates se reconciliam. Baxter leva Barrow ao Dr. Clarkson, e ele admite que estava tentando "curar" sua homossexualidade e o Dr. Clarkson diz que nunca ouviu falar em uma cura para isso. Cora e Robert se reconciliam. Carson pergunta à Sra. Hughes se ela estaria interessada em investir em uma propriedade com ele. A cachorra de Robert, Isis, parece não estar bem. |   |                                                    |                    |                 |                        |       |
| 41 | 7 | "Episode Seven" "Episódio Sete" (BR)               | Philip John        | Julian Fellowes | 2 de novembro de 2014  | 10.77 |
| 1924: Rose apresenta seu novo amigo Atticus Aldridge e seus pais, Lord e Lady Sinderby, para a família. Isobel anuncia seu noivado com Lord Merton. A Sra. Drewe conta o segredo de Edith para Cora, e Cora vai com Rosamund para ver Edith em Londres. Ela sugere que Edith volte para casa e finja adotar Marigold. Bates e Anna planejam seu futuro e cogitam vender a casa da mãe de Bates em Londres e comprar uma casa ou hotel próximo para alugar. Tom escreveu para seu primo em Boston sobre se mudar para os Estados Unidos. Os dois filhos de Lord Merton são rudes e insolentes com Isobel durante o jantar. Atticus pede Rose em casamento. A adorada cadela de Robert, Isis, está com câncer. Ele e Cora a levam para sua cama para confortá-la em suas horas finais. |   |                                                    |                    |                 |                        |       |
| 42 | 8 | "Episode Eight" "Episódio Oito" (BR)               | Michael Engler     | Julian Fellowes | 9 de novembro de 2014  | 10.44 |
| 1924: Todos estão em Londres para o casamento de Rose e Atticus. O inspetor Vyner chama Anna para participar de um reconhecimento de identidade na Scotland Yard. Tom conta para suas cunhadas que planeja se mudar para Boston e se tornar sócio de seu primo. O inspetor Vyner aparece inesperadamente e prende Anna sob suspeita do assassinato de Green, pois ela foi identificada pela testemunha como tendo estado na calçada perto de Green pouco antes do acidente. O memorial de guerra é inaugurado e Robert revela uma pedra separada que ele encomendou, que homenageia o sobrinho da Sra. Patmore. Robert chega à conclusão de que Marigold é filha de Edith e do falecido Michael Gregson. |   |                                                    |                    |                 |                        |       |
| Especial |   |                                                    |                    |                 |                        |       |
| 43 | - | "A Moorland Holiday" "Um Feriado em Moorland" (BR) | Minkie Spiro       | Julian Fellowes | 25 de dezembro de 2014 | 7.99  |
| Setembro e dezembro de 1924: Lord e Lady Sinderby convidam os Granthams ao Castelo de Brancaster, eles alugaram de Peter Hexham, 6º Marquês de Hexham, para caça. Edith conhece o agente de Brancaster e o primo de segundo grau de Peter, Bertie Pelham (Harry Hadden-Paton). Mary conhece o piloto de corrida Henry Talbot (Matthew Goode), sobrinho de Lady Shackleton. A Condessa Viúva reúne o Príncipe Kuragin e sua ex-esposa. Carson e a Sra. Hughes procuram uma casa para investir juntos, mas a Sra. Hughes revela que não tem dinheiro e não pode se aposentar, pois deve pagar pelos cuidados de sua irmã mais nova com deficiência mental, Becky. Carson revela que comprou uma propriedade em ambos os nomes. Ele então propõe casamento à Sra. Hughes, e ela aceita. Isobel recusa a proposta de casamento anterior de Lord Merton, não querendo ficar entre ele e seus filhos. Robert descobre que tem úlcera no estômago e concorda em parar de beber. Ele também diz a Edith que sabe que Marigold é sua neta e concorda em continuar a farsa de que ela foi adotada por Edith. Para absolver Anna, Bates escreve uma carta confessando ter tentado matar o Sr. Green e desaparece, aparentemente, para a Irlanda. Molesley e Baxter encontram o bar onde ele almoçou no dia em questão, provando que ele não estava em Londres quando Green foi morto. Anna é libertada sob fiança. Uma grande festa de Natal é realizada para a família Downton. Tom encontrou trabalho com seu primo na América e levará a pequena Sybbie com ele. Bates retorna e se reúne com Anna. Violet confessa a Isobel que ela e o Príncipe Kuragin tentaram fugir juntos no passado. |   |                                                    |                    |                 |                        |       |

### 6ª temporada (2015)
| 44 | 1 | "Episode One" "Episódio Um" (BR)      | Minkie Spiro   | Julian Fellowes | 25 de setembro de 2015 | 10.32 |
| Abril de 1925. O hospital local é ameaçado para ser controlado por um Hospital Municipal maior; o conselho está dividido, com Violet se opondo e Isobel aprovando. Rita Bevan, uma ex-camareira do hotel onde Mary e Lord Gillingham se hospedaram, tenta chantagear Mary expondo seu encontro amoroso. Mary se recusa a pagar, mas Rita confronta Robert, que a paga com £ 50 em vez dos £ 1.000 que ela exigia. O sargento Willis informa a Bates e Anna que uma mulher confessou o assassinato de Green e o caso está encerrado. Anna está chateada por não ter tido um filho. Edith planeja passar mais tempo em Londres e ser mais prática com a revista. A família participa de um leilão em uma propriedade vizinha que está sendo vendida para saldar dívidas. O ex-proprietário diz a Robert que grandes propriedades como a deles estão obsoletas e o aconselha a vender também, antes que seja tarde demais. A Sra. Hughes pede à Sra. Patmore para perguntar ao Sr. Carson se ele espera um "casamento completo", o que significa que ela quer saber se ele espera "sexo e outras coisas". |   |                                       |                |                 |                        |       |
| 45 | 2 | "Episode Two" "Episódio Dois" (BR)    | Minkie Spiro   | Julian Fellowes | 27 de setembro de 2015 | 10.04 |
| Abril de 1925. Mary repreende Robert por oferecer a Carson o salão dos criados para a recepção do casamento dele e da Sra. Hughes, e oferece o andar de cima em vez disso; A Sra. Hughes insiste em um local separado que represente melhor quem eles são, o que leva a atritos entre o casal. Edith discute veementemente com Skinner, o editor da revista, que ela acredita não gostar de todas as suas idéias porque ela é uma mulher. Mary leva Anna a um médico da Harley Street, que propõe uma pequena cirurgia durante sua próxima gravidez para evitar outro aborto. Mary leva Marigold com ela e o pequeno George quando vai inspecionar os animais da fazenda. A Sra. Drewe sequestra a menina durante a competição de exibição de gado local; seu marido a convence a devolver Marigold e concorda que é melhor para todos que os Drewes se mudem de Downton. |   |                                       |                |                 |                        |       |
| 46 | 3 | "Episode Three" "Episódio Três" (BR)  | Philip John    | Julian Fellowes | 4 de outubro de 2015   | 10.04 |
| Maio de 1925. A Sra. Patmore diz a Cora que a Sra. Hughes está infeliz por ter sua recepção de casamento no salão de Downton. Violet tenta fazer com que Robert apoie sua opinião sobre a fusão do hospital; As coisas ficam feias em uma reunião do Conselho, e uma Isobel irritada é rude com o Dr. Clarkson. Edith dispensa seu editor, o Sr. Skinner, e faz com que sua revista seja montada com a ajuda de Bertie. Anna está grávida. Daisy espera que o Sr. Mason possa assumir a Yew Tree Farm, agora que os Drewes partiram. Ela acredita erroneamente que Cora já arranjou tudo. O Sr. Carson e a Sra. Hughes se casam na igreja. Durante o café da manhã do casamento na escola da aldeia, Tom Branson e sua filha, Sybbie, chegam inesperadamente de Boston; ele anuncia que sente que Downton é sua casa e quer ficar. |   |                                       |                |                 |                        |       |
| 47 | 4 | "Episode Four" "Episódio Quatro" (BR) | Philip John    | Julian Fellowes | 11 de outubro de 2015  | 10.39 |
| Maio de 1925. Lady Shackleton visita Downton, com seu sobrinho, Henry Talbot. Lady Rosamund também chega, e Downton recebe a visita do Sr. e da Sra. Harding. Anna reconhece e cumprimenta a Sra. Harding como Gwen, a ex-empregada doméstica de Downton que deixou o serviço para melhorar em uma nova carreira. O sargento Willis pede a Baxter para testemunhar contra o homem com quem ela estava envolvida quando roubou de sua patroa anterior. Cora convence Robert e Mary a alugar Yew Tree Farm para o Sr. Mason, Daisy sem saber de algum notícia está prestes a enfrentar Cora e então Robert anuncia que alugará a Yew Tree Farm para Sr. Mason. Lady Mary leva Anna grávida às pressas para Londres, onde o médico realiza uma cirurgia, salvando o bebê. Bates fica feliz em saber que Anna está grávida. Robert continua a sentir dor de estômago, mas considera-a indigestão. O Sr. Carson e a Sra. Hughes voltam de sua lua de mel em Scarborough e se mudam para um chalé juntos. Edith anuncia planos de nomear uma mulher como editora de sua revista. |   |                                       |                |                 |                        |       |
| 48 | 5 | "Episode Five" "Episódio Cinco" (BR)  | Michael Engler | Julian Fellowes | 18 de outubro de 2015  | 10.60 |
| Maio de 1925. A Sra. Patmore, Daisy e Andy parker (Michael Fox) ajudam o Sr. Mason a se mudar para a fazenda. Andy confessa a Barrow que é analfabeto e aceita a oferta de Barrow de ensiná-lo em segredo. Edith contrata Laura Edmunds como sua editora, e Edith também se torna romântica com Bertie Pelham. Molesley acompanha Baxter ao julgamento, mas ela não é chamada a testemunhar, já que Coyle aceita um apelo. Violet convence o ministro da Saúde, Neville Chamberlain, a comparecer ao jantar em Downton, e ela discute com todos sobre o hospital. Robert de repente vomita sangue na mesa de jantar, desmaia e é levado às pressas para o hospital. Ele teve uma úlcera estourada e sobreviveu a uma cirurgia, mas Mary diz a Tom que os dois devem assumir a administração da propriedade, já que seu pai não deve ser mais estressado. Mary começa a suspeitar do nascimento de Marigold, depois de ouvir uma observação intrigante sobre a criança entre Cora e Violet. |   |                                       |                |                 |                        |       |
| 49 | 6 | "Episode Six" "Episódio Seis" (BR)    | Michael Engler | Julian Fellowes | 25 de outubro de 2015  | 10.31 |
| Início de junho de 1925. Carson continua a criticar as práticas domésticas da Sra. Hughes na casa de campo que não estão de acordo com o padrão, para sua crescente irritação. Ele até reclama sobre como ela arruma a cama e sugere que ela peça algumas dicas de culinária da Sra. Patmore. O Conselho do Downton Cottage Hospital decide aprovar sua fusão com o Royal Yorkshire Hospital e convida Cora para ser sua nova presidente, substituindo Lady Violet para evitar situações semelhantes no futuro. Mary leva Tom para Londres, onde eles encontram Henry. Henry diz a Mary que está se apaixonando por ela. Mary e Tom abrem a casa ao público por um dia para arrecadar fundos para o hospital. Carson questiona Thomas Barrow sobre seus encontros com Andy, causando-lhe mais angústia e levando-o às lágrimas por sentir que ninguém lhe acha confiável. |   |                                       |                |                 |                        |       |
| 50 | 7 | "Episode Seven" "Episódio Sete" (BR)  | David Evans    | Julian Fellowes | 1 de novembro de 2015  | 10.49 |
| Julho de 1925. Isobel fica intrigada ao receber um convite para o casamento do filho de Lorde Merton, Larry e Amelia Cruikshank. Mary recebe um telefonema de Henry, que implora que ela lhe dê uma resposta sobre suas intenções românticas; ela diz que ele não é o homem certo para ela. Daisy e Molesley fazem os exames; o último se sai tão bem que o diretor lhe oferece um emprego de professor na escola. Henry convida a família para uma corrida de automóveis local. Há um acidente mortal, e o amigo de Henry, Charlie Rogers, é morto, deixando Mary e Henry profundamente perturbados. A Sra. Hughes finge ter machucado a mão, forçando o Sr. Carson a cozinhar e cuidar da casa. Carson está exausto e ganha um novo respeito pelos esforços de sua esposa. A pousada da Sra. Patmore abre e recebe seus primeiros hóspedes. Bertie propõe a Edith um casamento, ela menciona como ficará em relação a Marigold e pede um tempo para pensar. Violet partiu para o sul da França e deu a Robert um novo cachorro. |   |                                       |                |                 |                        |       |
| 51 | 8 | "Episode Eight" "Episódio Oito" (BR)  | David Evans    | Julian Fellowes | 8 de novembro de 2015  | 11.15 |
| Agosto de 1925. Quando seu primo morre, Bertie se torna um marquês. Edith hesita em dizer a ele que Marigold é sua filha ilegítima. Mary rancorosamente revela isso no café da manhã, e Bertie sai. Depois de ter uma discussão acalorada com Mary, Edith vai para Londres, onde ela e seu editor descobrem que a mulher por trás de revelar boatos para revista, é na verdade o Sr. Spratt, o mordomo da Condessa Viúva. Quando é revelado que o primeiro casal a ficar na pousada da Sra. Patmore era adúltero, ela descobre que as reservas estão sendo canceladas. Cora e Robert vão lá tomar chá, levando um fotógrafo de jornal para registrar a visita e "limpar" o nome da pousada. Molesley começa a ensinar na escola. Barrow tenta o suicídio cortando os pulsos mas é salvo por Baxter e Andy. Henry liga para Mary novamente. Mary revela seu medo de que Henry morra em um acidente de carro como seu falecido marido, Matthew. Henry é convidado a voltar e Mary concorda em se casar com ele. Eles se casam rapidamente na igreja da vila. Mary e Edith se reconciliam. |   |                                       |                |                 |                        |       |
| Especial |   |                                       |                |                 |                        |       |
| 52 | - | "The Finale" "O Final" (BR)           | Michael Engler | Julian Fellowes | 25 de dezembro de 2015 | 11.22 |
| 29 de setembro de 1925 - 1º de janeiro de 1926: Carson se atrapalha servindo o jantar quando suas mãos começam a tremer. Barrow consegue um emprego com um casal de idosos. Molesley deixa o serviço quando o Diretor oferece a ele um cargo de professor, além de uma cabana. Lord Merton diz a Isobel que sofre de anemia perniciosa, mas ainda quer casar com ela. Sua cruel nora, Amelia, impede Isobel de vê-lo. Uma Violet indignada intervém, e ele concorda entusiasticamente em se casar com Isobel. Andy se apaixona por Daisy, que não está interessada, mas aos poucos começa a gostar dele. Eventualmente, ela decide morar na fazenda. Mary marca um encontro entre Edith e Bertie, onde ele novamente pede Edith em casamento e ela aceita. No Castelo de Brancaster para anunciar o noivado, os Crawleys encontram a moralista mãe de Bertie, Miranda. Edith conta a ela sobre ter dado à luz um filho ilegítimo, Marigold, conquistando a Sra. Pelham com sua honestidade. Henry e Tom começam um negócio juntos vendendo carros, e Mary diz a Henry que está grávida de seu filho. Edith e Bertie finalmente se casam na véspera de Ano Novo de 1925 e partem em lua de mel. O Dr. Clarkson informa Lord Merton que ele tem apenas uma forma leve de anemia e não corre o risco de morrer. Durante a recepção, Anna repentinamente entra em trabalho de parto e dá à luz um filho saudável. Carson percebe que sua doença acabará por impedi-lo de desempenhar suas funções e pede sua demissão; Robert aceita relutantemente e sugere que Thomas Barrow volte como mordomo; Carson pode se aposentar com uma pensão, mantendo uma função de supervisão. Violet aceita que Cora assuma sua posição privilegiada dentro da família e elas se reconciliam. |   |                                       |                |                 |                        |       |

## Filme (2019)
| Título | Dirigido por   | Escrito por     | Lançamento             |
| --- | -------------- | --------------- | ---------------------- |
| "Downton Abbey" | Michael Engler | Julian Fellowes | 13 de setembro de 2019 |
| Durante a década de 20, o Rei George V e a Rainha Mary faziam visitas regulares à Yorkshire, especialmente após o casamento de sua única filha, a Princesa Mary, com o Visconde Lascelles, em 1922, e o nascimento de seu primeiro neto em 1923. No filme, ambientado em 1927, o Rei e a Rainha faz uma visita oficial à casa da família Crawley. |                |                 |                        |